# 紫球藻目
紫球藻目（学名：Porphyridiales）为紫球藻纲的唯一一个目。

## 下级分类
- Phragmonemataceae
- 紫球藻科 Porphyridiaceae